# Z/OS
z/OS je 64bitový operační systém pro mainframe počítače vyvinutý firmou IBM. Je to nástupce OS/390, který pro změnu následoval MVS a kombinuje množství dříve oddělených, příbuzných produktů. z/OS nabízí vlastnosti moderního operačního systému, ale také zachovává mnoho z funkcí vytvořených od šedesátých let, které stále nacházejí uplatnění v každodenním použití. Striktní zpětná kompatibilita je jedním z hlavních návrhových aspektů z/OS. z/OS byl představen v říjnu 2000.

## Detaily z/OS
z/OS podporuje základní mainframe technologie jako CICS, IMS, DB2, RACF, SNA, WebSphere MQ, záznamově orientované metody datového přístupu, REXX, CLIST, SMP/E, JCL, TSO/E a ISPF. Také je zde zabudována podpora 64bitové Javy, C/C++, UNIXové API a aplikace s UNIX/Linuxovou hierarchií HSF, a zFS souborové systémy. Nyní z/OS může fungovat jako hostitel Oracle databází (RDBMS software) a SAP (ERP software). z/OS také může komunikovat přímo přes TCP/IP včetně IPv6 a obsahuje standardní HTTP server spolu s obvyklými službami jako FTP, NFS a CIFS/SMB. Dalším z hlavních návrhových aspektů z/OS je podpora pro velmi vysokou kvalitu služeb (QoS), která se vyrovná jednotlivým instancím operačního systému, přestože má z/OS zabudovanou podporu pro Parallel Sysplex clustering.
z/OS obsahuje unikátního manažera pracovního výkonu (Workload manager, WLM) a tzv. dispatcher „dispečera“, který automaticky řídí velké množství souběžně hostovaných jednotek práce běžících v oddělených klíčem-chráněných adresových prostorech v souladu s dynamicky přizpůsobovanými cíli. Tato schopnost samozřejmě podporuje multitenancy uvnitř obrazů jednotlivých operačních systémů. Moderní IBM mainframe nabízejí také dvě dodatečné úrovně virtualizace: LPARs a (volitelně) z/VM. Tyto nové funkce v rámci hardwaru, z/OS, z/VM s podporou Linuxu a OpenSolaris, pomohly vývoji nových aplikací pro mainframe. Mnoho z nich využívá WebSphere Application Server jako z/OS middleware.
Protože existuje jen jedna verze (nyní, duben 2009), jednotlivá vydání (releases) jsou označována „Release n“, ačkoliv formálně se jedná o „Version 1 Release n“ nebo „V1.n“.
z/OS od počátku podporuje následující módy adresování: 24bitové, 31bitové a 64bitové. Až do Relace 1.5 z/OS mohl startovat buď v 31bitovém ESA/390 módu nebo v 64bit z/Architecture módu, takže mohl fungovat i na starším hardware. (Spouštění 64bitového módu umožňuje pouze novější z/Architecture hardware vyráběný od roku 2000.) Podporu pro z/OS 1.5 ukončilo IBM 31. března 2007. Nyní je z/OS podporován jen pro mainframe s architekturou z/Architecture. Programátoři aplikací mohou stále používat libovolný adresovací mód, a všechny aplikace mohou beze změny fungovat s libovolným adresovacím módem. Nicméně vzrůstající počet middleware produktů a aplikací, jako DB2 Version 8 a vyšších, využívá 64bitové adresování.
IBM prodává z/OS jako vlajkovou loď operačních systémů vhodných pro nepřetržité zpracování velkého množství operací při zajištění vysoké bezpečnosti a stability. Je jedním z nejpopulárnějších[zdroj⁠?!] operačních systémů pro mainframe.
z/OS je dostupný pod standardní licencí, fungující na principu System z New Application License Charges (zNALC), kde jsou menší ceny zaměřené na podporu novějších aplikací. Běžná komerční cena, pro nejmenší zNALC instalaci se základem z/OS, ve Spojených státech začíná na $125 za měsíc, včetně podpory.

### 64bitová paměťová podpora
Uvnitř každého adresového prostoru, z/OS podporuje umístění více než 2GB dat, nikoliv však kódu. (Tato odlišnost je zde hlavně kvůli výkonu. V samotné architektuře neexistují žádné překážky, bránící uložení více než 2GB aplikačního kódu na jeden adresový prostor.) Paměť je získávána jako „velké paměťové objekty“ (Large Memory Objects) v násobcích 1MB (očekává se, že aplikace a middleware budou spravovat paměť uvnitř těchto velkých objektů). V z/OS existují tři typy velkých paměťových objektů:

- Sdílené (shared) – adresový prostor, který ji vytvořil, může udělit přístup jinému adresovému prostoru
- Nesdílené (unshared) – k této paměti může přistupovat pouze ten adresový prostor, který ji vytvořil
- Společné (common) – k této paměti mohou přistupovat všechny adresovací prostory, tato možnost se objevila v z/OS verze 10

### Historie verzí
IBM spolehlivě uvádí každý rok v září novou verzi (release) z/OS. Verze 10 se stala celkově dostupnou 26. září 2008 (jako první byla ohlášena 5. srpna 2008). 24. února 2009 IBM vydalo oznámení s ukázkou z/OS 1.11, popisující nové očekávané vlastnosti a možnosti verze připravované na září 2009.